# Гвоздика двуцветная
Гвозди́ка двуцветная (лат. Diánthus bicolor) — многолетнее травянистое растение; вид рода Гвоздика (Dianthus) семейства Гвоздичные (Caryophyllaceae).

## Ботаническое описание
Травянистое многолетнее растение 50-65 см высоты. Листья ланцетно-линейные либо линейные, до 4 см длиной и 1-2,5 мм шириной, с жилками.
Цветки одиночные.  Прицветные чешуи количеством 4-6, яйцевидно-ланцетовидные, оттянутые в недлинное шиловидное остроконечие, по краям белоперепончатые. Чашечка цилиндрическая, длиной до 23 мм. Лепестки  5-8 мм длиной и около 3 мм шириной, сверху красноватые, снизу желтовато-зеленоватые. Размножается семенами.
Описана из окрестностей Минеральных Вод.

## Экология и распространение
Обитает на сухих травянистых склонах и в зарослях кустарников.
Эндемик Большого Кавказа. В России встречается в Ставропольском крае и Дагестане. За рубежом встречается в Азербайджане и Армении.

## Охранный статус
Занесена в Красную книгу Ставропольского края. Также охраняется в Армении.